# Avahi meridionalis
El avahi del sur (Avahi meridionalis) es una especie de lémur lanudo, reconocida como tal en 2006. Tiene hábitos nocturnos y vive en parejas con su descendencia, en grupos de hasta 5 individuos, que incluyen las crías de años subsecuentes.

## Distribución
La especie se encuentra restringida a la reserva natural de Andohahela y al área de Sainte Luce, en fragmentos de bosques lluviosos litorales. Se requiere estudios más acabados para determinar los límites exactos de su zona de distribución, especialmente los límites con su especie hermana Avahi peyrierasi). En los bosques litorales del sureste se encuentran las especies simpátricas de lémures Microcebus rufus (lémur ratón marrón), Cheirogaleus major (lémur enano mayor), Cheirogaleus medius (lémur enano de cola gorda), y en el bosque de Sainte Luce Eulemur collaris (lémur de collar marrón), y Hapalemur meridionalis (lémur de bambú menor del sur) en el bosque de Mandena.
El nivel de degradación de su hábitat, más que lo reducido de los parches de bosque donde vive, es lo que más afecta su densidad y tasas de natalidad.

## Descripción
Su pelaje dorsal es gris marrón, aclarándose hasta gris claro en el abdomen. Su cola es marrón rojiza, y se oscurece en dirección a su punta. Su masa corporal promedio es de 1,2 kg para las hembras y 1,1 kg para los machos. Su largo promedio es de 27 y 25 cm para hembras y machos, respectivamente.
Se alimente principalmente de hojas tiernas y maduras. También come brotes y, a veces, flores.